# فاجليا
فاجليا هي كومونا (بلدية) في مدينة فلورنسا الحضرية في منطقة توسكانا الإيطالية ، وقد تقع على بعد حوالي 15 كيلومتر (9 ميل) شمال فلورنسا .
فهي موطن لفيلا ديميدوف ، التي تضم أنقاض فيلا ميديشي دي براتولينو . وقد تشمل المنطقة المشتركة أيضًا محمية مونتيسيناريو ، وهي واحدة من أهم الأماكن في توسكانا.